# غم دریا
غم دریا (به انگلیسی: Sea Sorrow) یک فیلم مستند بریتانیایی به نویسندگی و کارگردانی ونسا ردگریو است که در سال ۲۰۱۷ منتشر شد. این فیلم برای اکران در بخش نمایش‌های ویژه هفتادمین جشنواره فیلم کن سال ۲۰۱۷ انتخاب شده بود.

## بازیگران
- رالف فاینز
- اما تامپسون